# خوسيه هيرتادو
خوسيه هيرتادو هو لاعب كرة قدم إكوادوري، ولد في 23 ديسمبر 2001 في سانتو دومينغو في الإكوادور.

## وصلات خارجية
- خوسيه هيرتادو على موقع قاعدة بيانات كرة القدم.إي يو (الإنجليزية)
- خوسيه هيرتادو على موقع ناشيونال فوتبول تيمز (الإنجليزية)
- خوسيه هيرتادو على موقع Soccerway.com (الإنجليزية)